# Mazzanti Evantra
Mazzanti Evantra è una vettura artigianale ad alte prestazioni realizzata dall'azienda italiana Mazzanti Automobili e presentata in prima mondiale al salone Top Marques Monaco nel 2013. La sua produzione ha avuto termine nel 2022, al momento di entrata in crisi dell'azienda produttrice

## Contesto
Nel 2011 Luca Mazzanti, dopo tre anni di lavoro svolto grazie anche al supporto del designer Zsolt Tarnok, presenta il progetto Evantra, una berlinetta a motore centrale pensata per essere realizzata in serie estremamente limitata e fortemente personalizzabile. Durante il 2012 vengono realizzati i modelli in scala 1:1 e iniziò la costruzione del primo esemplare. I test finali della Evantra sono stati invece realizzati all'autodromo di Modena e nel 2013 la Mazzanti Evantra, appena ultimata, venne presentata in anteprima mondiale al Top Marques Monaco Show ottenendo visibilità internazionale attraverso anche alla stampa presente all'evento, tant'è che l'azienda toscana venne contattata da molte fra le più grandi testate giornalistiche internazionali e del settore auto.
Il nome Evantra, come da tradizione di Mazzanti Automobili, deriva dall'antica lingua etrusca e racchiude in sé i concetti di unicità ed eternità: Evantra infatti era il nome con cui gli etruschi chiamavano la dea dell'immortalità.

## Descrizione

### Telaio
Il telaio in acciaio scatolato è unito a una gabbia di tubi in cromo-molibdeno che costituisce l'ossatura interna dell'abitacolo. Un'altra gabbia collega il comparto propulsore/cambio agli attacchi degli ammortizzatori posteriori. Queste soluzioni contribuiscono significativamente alla rigidità strutturale del telaio e allo stesso tempo salvaguardano la sicurezza degli occupanti.

### Carrozzeria
La carrozzeria è strutturalmente un coupé biposto. La stessa carrozzeria viene costruita in due differenti tipi di allestimento: pro-body, realizzato in fibra di carbonio, o one-body, con alcune parti in alluminio battuto a mano e personalizzabili, ottenendo in tal caso un progetto dedicato esclusivamente a una singola vettura, in pratica una One-off.

### Interni
Gli interni, realizzati ogni volta su misura sono volti alla totale personalizzazione. La sportiva console centrale, è dotata di cruscotto con sistema multimediale ed acquisizione dati di assetto. Il pulsante di avviamento motore è posizionato sulla plancia integrata al padiglione, secondo lo stile Mazzanti già adottato anche sulla precedente vettura di questa casa, la Antas. Sul tunnel centrale trova spazio lo specifico selettore con i differenti programmi di gestione motore/cambio, “Strada” e “Corsa”, mentre il volante AIM è dotato di display con indicatore marce e velocità.

### Motore
Il propulsore di Evantra è un V8 Chevrolet in alluminio di 7 lt. aspirato che eroga una potenza di 701 Hp a 6600 rpm con una coppia max di 848 Nm a 4500 rpm. Il motore ha un rapporto di compressione 11:1, è dotato di sistema di lubrificazione a carter secco, bielle e valvole in titanio.

### Caratteristiche e prestazioni
Evantra V8 equipaggiata con cambio robotizzato a 6 rapporti raggiunge una velocità massima superiore a 350 Km/h con un'accelerazione 0-100 che si attesta sui 3.2 secondi. Il processo di affinamento aerodinamico è stato realizzato con il supporto di aziende con notevoli background in F1 e Le Mans.
La vettura di base viene equipaggiata con pneumatici ad alte prestazioni 255/30 R20 anteriori e 325/25 R20 posteriori, montati su specifici cerchi OZ Racing da 20" ed è controllata da un impianto frenante Brembo con dischi da 380 mm e pinze a 6 pistoncini sull'anteriore e con dischi carboceramici da 360 mm e pinze a 4 pistoncini al posteriore.
Specifiche Mazzanti Evantra V8
- Motore V8 aspirato da 7.0 litri (LS7 701 Hp @ 6600 rpm)
- Accelerazione: 0–100 km/h 3,2 sec

### Evantra Millecavalli
Nel 2016 è stata presentata l'Evantra Millecavalli, una versione evoluta della Evantra caratterizzata da un peso ridotto a 1300 kg e una potenza aumentata a 1000 CV che le incrementano la velocità a oltre 400 km/h e l'accelerazione 0-100 km/h in 2,7 secondi. Verrà prodotta solo in 25 esemplari.